# Abuse
Abuse est un run and gun développé par Crack dot Com, et publié par Origin Systems et Electronic Arts en 1996.
Le jeu a été initialement programmé pour fonctionner sous DOS et Linux ; mais a été adapté pour Mac OS par Bungie Studios et pour Acorn Archimedes par R-Comp Interactive. Fin 2000 les développeurs ont retouché les sources pour que le jeu fonctionne sous Microsoft Windows et ont placé le jeu dans le domaine public, à l'exception des musiques.
Trois projets principaux ont été réalisés à partir de cela, Abuse32 qui permet d'utiliser le jeu sous Windows avec une résolution d'écran plus importante. Il utilise les musiques originales avec l'accord de simple utilisation. fRaBs, pour free Abuse une archive entièrement publique comprenant le jeu et les sources, ainsi que quelques niveaux supplémentaires, les musiques ont simplement été retirées. À noter que l'exécutable Abuse32 peut fonctionner avec l'archive fRaBs. Enfin Abuse-SDL, un portage des sources pour utiliser la bibliothèque SDL et rendre le jeu portable et fonctionnel sur les systèmes Linux et Mac OS X. Un portage sur Wii, GP2X Wiz et GP2X Caanoo en tant qu'homebrew est aussi disponible.

## Histoire
C'est l'an 2009. Vous incarnez Nick Vrenna, un détenu incarcéré à tort dans une prison souterraine de haute sécurité.
Dans cette prison ont lieu des expériences génétiques illégales. L'une d'elles, dirigée par Alan Blake, consiste à isoler chez l'homme la genèse qui provoque l'agressivité. Cette séquence génétique appelée "Abuse" ne tarde pas à s'échapper et à se répandre dans les couloirs.
Une mutinerie générale a alors lieu dans la prison : gardes, personnel et détenus sont contaminés et transformés en mutants sanguinaires.
Vous endossez alors une armure de combat qui vous protège contre le virus et vous armez d'un fusil. Vous devez alors atteindre la salle des commandes située à l'opposé de votre position pour vous échapper, mais aussi empêcher l'approvisionnement d'eau de la base d'être contaminé par Abuse et les créatures de s'échapper à bord d'une navette.
Énigmes, épreuves, monstres et robots de sécurité vous attendent lors de cette longue descente aux enfers.

## Système de jeu

### Généralités
Le joueur dirige le personnage avec les touches directionnelles du clavier, la touche [haut] servant à sauter et la touche [bas] servant à activer les mécanismes. Les touches [Ctrl] et [Ins] servent à changer d'armes. L'angle et le déclenchement du tir se fait à la souris. Le bouton gauche sert à tirer tandis que le bouton droit sert à activer une capacité spéciale.
Les munitions sont en nombre limités et il faut les ramasser par terre. Le héros a 100 points de vie et il peut les récupérer en marchant sur les cœurs disséminés dans les niveaux.

### Ennemis
Dans la peau de Nick Vrenna, le joueur doit exterminer des mutants dans le but de s'échapper. Voici un échantillon des ennemis disponibles :
- Mutants de base (Reaper) : Ce sont les créatures qui apparaissent le plus souvent et parfois à plus de dix. Ils ressemblent aux aliens du film de Ridley Scott, notamment parce qu'ils grimpent aux murs et au plafond. Ils ont la capacité de sauter. Quand ils sont dans leurs cocons, ils semblent endormis, mais ne le sont pas vraiment. Il en existe différentes sortes avec différentes armes.
  - Les rouges : Les plus communs tirent avec des laser normaux, les mêmes que celui du joueur ; ils sont peu résistants
  - Les bleus : Ceux-là sont plus résistants mais envoient également des lasers spéciaux plus dangereux
  - Les sombres : Ils possèdent des grenades, elles sont peu précises mais ces Reapers tentent d'agripper le joueur avant de les lancer
  - Les jaunes : Très résistants armés de roquettes à tête chercheuse
- Droïdes volants : Ils volent lentement et tirent avec le même laser de base que celui du joueur. Cette même arme suffira à les mettre hors d'état de nuire.
- Gardiens squelettes (Skeleton guards) : Le plus souvent immobiles, ils sont tout de même puissants car armés du même lance-grenade que le joueur. Ils sont plutôt résistants mais, quand ils se déplacent, ils sont très lents.
- Drones-mouches : Ces petits drones peuvent sembler peu dangereux quand ils sont armés de laser, mais certains ont des explosifs ultra puissants. Volant à plusieurs mètres de hauteur, ils sont difficiles à toucher.
- Foreuses : Elles arpentent les couloirs et traquent le joueur. Elles sont de résistance et de vitesse variables.

## Équipe de développement
- Programmation : Jonathan Clark
- Graphismes, illustrations : Murray McMillan, Duong Nguyen
- Son : Robert Prince
- Production : David Taylor